# フォーチュン・グローバル500
フォーチュン・グローバル500（Fortune Global 500）は、フォーチュン誌が毎年1回発表している、世界中の会社を対象とした総収益ランキングであるとともに、定額制の企業情報データベースでもある。
ランク付けされた各企業の"Revenues"（総収益）のほか、"Revenues Change"（総収益増減率）、"Profits"（当期純利益）、"Assets"（総資産）、"Profits Change"（当期純利益増減率）、"Employees"（従業員数）、"Previous Rank"（前年ランク）は無料で見ることができる。有料で更に詳しい企業情報データベースを利用することができる。

## 各数値の確定方法
「フォーチュン・グローバル500」では米国籍の会社および米国外の国籍の会社を対象とし、3月31日以前に閉められた会計年度の"Revenues"（総収益）によってランク付けされる。
総収益
連結子会社からの収益も連結計上され、継続事業だけでなく非継続事業からの収益も計上している。消費税は除かれている。業種が銀行の場合、収益は総金利収入と総非金利収入の合計が含まれる。保険会社の場合、収益は保険料収入、年金収入、投資収入、有価証券売却損益、その他の収入が含まれるが、預金は除かれる。
当期純利益
法人税、非経常のクレジットまたは手数料、会計上の変更の累積的影響、非支配持分（少数株主持分）の計上後であり、優先配当金の計上前の数値を表示している。カッコ付きの数値は損失を表す。合同会社や協同組合の利益は反映されるが、企業により適用される国の課税基準が異なるため、利益の数字は単純に比較できない。米国以外の会社の収益および利益の数値は、各社の会計年度（12月31日に会計年度が終了した場合は特に記載の無い限り）の平均為替レートで米ドルに換算されている。
貸借対照表
資産は各社の年度末時点の数値を表示している。株主資本は年度末の資本金、払込資本および剰余金の合計である。非支配持分（少数株主持分）は含まれていない。米国以外の会社の数値は、各社の会計年度末の為替レートで米ドルに換算されている。
従業員数
数値は会社が公表した会計年度末または年平均のいずれかの数値である。常勤とパートタイムの従業員の内訳が示されている場合、パートタイムの従業員は常勤の従業員の半分として計上されている。

## 国別数
| 1位  | 中国     | 136 |
| 2位  | アメリカ | 124 |
| 3位  | 日本     | 47  |
| 4位  | ドイツ   | 28  |
| 5位  | フランス | 25  |
| 6位  | イギリス | 18  |
| 7位  | 韓国     | 16  |
| 8位  | スイス   | 14  |
| 9位  | カナダ   | 12  |
| 10位 | オランダ | 11  |

| 1位  | 中国     | 135 |
| 2位  | アメリカ | 122 |
| 3位  | 日本     | 53  |
| 4位  | フランス | 31  |
| 5位  | ドイツ   | 27  |
| 6位  | イギリス | 22  |
| 7位  | 韓国     | 15  |
| 8位  | スイス   | 13  |
| 9位  | カナダ   | 12  |
| 10位 | オランダ | 11  |

| 1位 | 中国     | 124 |
| 2位 | アメリカ | 121 |
| 3位 | 日本     | 53  |
| 4位 | フランス | 31  |
| 5位 | ドイツ   | 27  |
| 6位 | イギリス | 22  |
| 7位 | 韓国     | 14  |
| 7位 | スイス   | 14  |
| 9位 | カナダ   | 13  |
| 9位 | オランダ | 13  |

| 1位  | アメリカ | 121 |
| 2位  | 中国     | 119 |
| 3位  | 日本     | 52  |
| 4位  | フランス | 31  |
| 5位  | ドイツ   | 29  |
| 6位  | イギリス | 18  |
| 7位  | 韓国     | 16  |
| 8位  | スイス   | 14  |
| 9位  | カナダ   | 13  |
| 10位 | オランダ | 12  |

| 1位  | アメリカ | 126 |
| 2位  | 中国     | 120 |
| 3位  | 日本     | 52  |
| 4位  | ドイツ   | 32  |
| 5位  | フランス | 28  |
| 6位  | イギリス | 21  |
| 7位  | 韓国     | 16  |
| 8位  | オランダ | 15  |
| 9位  | スイス   | 14  |
| 10位 | カナダ   | 12  |

| 1位 | アメリカ | 132 |
| 2位 | 中国     | 105 |
| 3位 | 日本     | 51  |
| 4位 | フランス | 29  |
| 4位 | ドイツ   | 29  |
| 6位 | イギリス | 21  |
| 7位 | 韓国     | 15  |
| 7位 | オランダ | 15  |
| 9位 | スイス   | 13  |

### 2023年版
| 1  | 19位  | トヨタ自動車                   |
| 2  | 45位  | 三菱商事                       |
| 3  | 70位  | 本田技研工業                   |
| 4  | 93位  | 三井物産                       |
| 5  | 96位  | 伊藤忠商事                     |
| 6  | 109位 | NTT                            |
| 7  | 122位 | ENEOSホールディングス          |
| 8  | 129位 | セブン&アイホールディングス    |
| 9  | 140位 | ソニー                         |
| 10 | 148位 | 日本郵政                       |
| 11 | 153位 | 日立製作所                     |
| 12 | 160位 | 日産自動車                     |
| 13 | 176位 | 豊田通商                       |
| 14 | 181位 | 日本生命                       |
| 15 | 182位 | 第一生命ホールディングス       |
| 16 | 187位 | 三菱UFJフィナンシャルグループ  |
| 17 | 189位 | イオン                         |
| 18 | 190位 | 丸紅                           |
| 19 | 218位 | パナソニックホールディングス   |
| 20 | 221位 | 出光興産                       |
| 21 | 236位 | 日本製鉄                       |
| 22 | 242位 | 東京電力ホールディングス       |
| 23 | 282位 | 住友商事                       |
| 24 | 290位 | 東京海上ホールディングス       |
| 25 | 295位 | ソフトバンクグループ           |
| 26 | 303位 | デンソー                       |
| 27 | 321位 | 三井住友フィナンシャルグループ |
| 28 | 350位 | みずほフィナンシャルグループ   |
| 29 | 357位 | KDDI                           |
| 30 | 375位 | 明治安田生命                   |
| 31 | 382位 | JFEホールディングス            |
| 32 | 384位 | MS&ADホールディングス          |
| 33 | 407位 | 三菱電機                       |
| 34 | 418位 | 大和ハウス工業                 |
| 35 | 441位 | スズキ                         |
| 36 | 442位 | 三菱ケミカルグループ           |
| 37 | 447位 | SOMPOホールディングス          |
| 38 | 470位 | アイシン                       |
| 39 | 494位 | ブリヂストン                   |
| 40 | 497位 | 住友生命保険                   |
| 41 | 499位 | 三菱重工業                     |

### 2022年版
| 1  | 13位  | トヨタ自動車                                  |
| 2  | 41位  | 三菱商事                                      |
| 3  | 48位  | 本田技研工業                                  |
| 4  | 78位  | 伊藤忠商事                                    |
| 5  | 83位  | 日本電信電話（NTT）                           |
| 6  | 88位  | 三井物産                                      |
| 7  | 94位  | 日本郵政                                      |
| 8  | 113位 | 日立製作所                                    |
| 9  | 116位 | ソニー                                        |
| 10 | 140位 | ENEOSホールディングス                         |
| 11 | 147位 | セブン&アイ・ホールディングス                 |
| 12 | 148位 | イオン                                        |
| 13 | 153位 | 丸紅                                          |
| 14 | 161位 | 日産自動車                                    |
| 15 | 164位 | 日本生命                                      |
| 16 | 167位 | 第一生命ホールディングス                      |
| 17 | 172位 | 豊田通商                                      |
| 18 | 193位 | パナソニック                                  |
| 19 | 214位 | 日本製鉄                                      |
| 20 | 234位 | ソフトバンクグループ                          |
| 21 | 240位 | 三菱UFJフィナンシャル・グループ               |
| 22 | 250位 | 出光興産                                      |
| 23 | 253位 | 東京海上ホールディングス                      |
| 24 | 278位 | デンソー                                      |
| 25 | 279位 | 住友商事                                      |
| 26 | 281位 | KDDI                                          |
| 27 | 290位 | 東京電力ホールディングス                      |
| 28 | 309位 | MS&ADインシュアランスグループホールディングス |
| 29 | 351位 | 三菱電機                                      |
| 30 | 354位 | 大和ハウス工業                                |
| 31 | 358位 | JFEホールディングス                           |
| 32 | 377位 | 明治安田生命                                  |
| 33 | 383位 | SOMPOホールディングス                         |
| 34 | 388位 | 三井住友フィナンシャルグループ                |
| 35 | 401位 | 三菱ケミカルホールディングス                  |
| 36 | 404位 | みずほフィナンシャルグループ                  |
| 37 | 409位 | アイシン                                      |
| 38 | 418位 | 三菱重工業                                    |
| 39 | 442位 | 住友生命保険                                  |
| 40 | 444位 | キヤノン                                      |
| 41 | 446位 | 富士通                                        |
| 42 | 448位 | 武田薬品工業                                  |
| 43 | 449位 | スズキ                                        |
| 44 | 476位 | 住友電気工業                                  |
| 45 | 480位 | 東芝                                          |
| 46 | 484位 | ブリヂストン                                  |
| 47 | 489位 | メディパルホールディングス                    |

### 2021年版
| 1  | 9位   | トヨタ自動車                                  |
| 2  | 48位  | ホンダ                                        |
| 3  | 51位  | 三菱商事                                      |
| 4  | 55位  | 日本電信電話（NTT）                           |
| 5  | 58位  | 日本郵政                                      |
| 6  | 71位  | 伊藤忠商事                                    |
| 7  | 88位  | ソニー                                        |
| 8  | 95位  | 日立製作所                                    |
| 9  | 100位 | イオン                                        |
| 10 | 111位 | 日本生命                                      |
| 11 | 114位 | 三井物産                                      |
| 12 | 116位 | 日産自動車                                    |
| 13 | 119位 | 第一生命ホールディングス                      |
| 14 | 154位 | パナソニック                                  |
| 15 | 165位 | 丸紅                                          |
| 16 | 166位 | ENEOSホールディングス                         |
| 17 | 167位 | 豊田通商                                      |
| 18 | 180位 | 三菱UFJフィナンシャル・グループ               |
| 19 | 184位 | ソフトバンクグループ                          |
| 20 | 187位 | 東京電力ホールディングス                      |
| 21 | 188位 | セブン&アイ・ホールディングス                 |
| 22 | 208位 | 東京海上ホールディングス                      |
| 23 | 217位 | KDDI                                          |
| 24 | 244位 | デンソー                                      |
| 25 | 245位 | MS&ADインシュアランスグループホールディングス |
| 26 | 249位 | 日本製鉄                                      |
| 27 | 261位 | 住友商事                                      |
| 28 | 300位 | 三菱電機                                      |
| 29 | 306位 | 大和ハウス工業                                |
| 30 | 313位 | 明治安田生命                                  |
| 31 | 318位 | 出光興産                                      |
| 32 | 325位 | 三井住友フィナンシャルグループ                |
| 33 | 331位 | SOMPOホールディングス                         |
| 34 | 347位 | 三菱重工業                                    |
| 35 | 358位 | 富士通                                        |
| 36 | 365位 | アイシン                                      |
| 37 | 367位 | 住友生命                                      |
| 38 | 401位 | 三菱ケミカルホールディングス                  |
| 39 | 404位 | JFEホールディングス                           |
| 40 | 406位 | みずほフィナンシャルグループ                  |
| 41 | 408位 | メディパルホールディングス                    |
| 42 | 409位 | 武田薬品工業                                  |
| 43 | 412位 | スズキ                                        |
| 44 | 414位 | キヤノン                                      |
| 45 | 417位 | 関西電力                                      |
| 46 | 420位 | 東芝                                          |
| 47 | 432位 | NEC                                           |
| 48 | 434位 | ブリヂストン                                  |
| 49 | 440位 | 中部電力                                      |
| 50 | 442位 | 住友電気工業                                  |
| 51 | 449位 | マツダ                                        |
| 52 | 459位 | SUBARU                                        |
| 53 | 494位 | アルフレッサ ホールディングス                 |

### 2020年版
| 1   | 10位  | トヨタ自動車                                  |
| 2   | 39位  | ホンダ                                        |
| 3   | 42位  | 三菱商事                                      |
| 4   | 60位  | 日本郵政                                      |
| 5   | 62位  | 日本電信電話（NTT）                           |
| 6   | 72位  | 伊藤忠商事                                    |
| 7   | 83位  | 日産自動車                                    |
| 8   | 94位  | ソフトバンクグループ                          |
| 9   | 106位 | 日立製作所                                    |
| 10  | 115位 | イオン                                        |
| 11  | 122位 | ソニー                                        |
| 12  | 123位 | ENEOSホールディングス                         |
| 13  | 130位 | 日本生命保険                                  |
| 14  | 153位 | パナソニック                                  |
| 15  | 161位 | 三菱UFJフィナンシャル・グループ               |
| 16  | 165位 | 第一生命ホールディングス                      |
| 17  | 172位 | 三井物産                                      |
| 18  | 173位 | 丸紅                                          |
| 19  | 177位 | 豊田通商                                      |
| 20  | 178位 | セブン&アイ・ホールディングス                 |
| 21  | 188位 | 東京電力ホールディングス                      |
| 22  | 198位 | 日本製鉄                                      |
| 23  | 226位 | 東京海上ホールディングス                      |
| 24  | 236位 | 出光興産                                      |
| 25  | 237位 | 三井住友フィナンシャルグループ                |
| 26  | 238位 | 住友商事                                      |
| 27  | 241位 | KDDI                                          |
| 28  | 246位 | MS&ADインシュアランスグループホールディングス |
| 29  | 247位 | デンソー                                      |
| 30  | 300位 | 三菱電機                                      |
| 31  | 311位 | 大和ハウス工業                                |
| 32  | 334位 | 明治安田生命                                  |
| 333 | 339位 | 三菱重工業                                    |
| 34  | 349位 | みずほフィナンシャルグループ                  |
| 35  | 356位 | 富士通                                        |
| 36  | 359位 | アイシン精機                                  |
| 37  | 363位 | SOMPOホールディングス                         |
| 38  | 365位 | JFEホールディングス                           |
| 39  | 376位 | 三菱ケミカルホールディングス                  |
| 40  | 380位 | キヤノン                                      |
| 41  | 387位 | ブリヂストン                                  |
| 42  | 390位 | スズキ                                        |
| 43  | 391位 | 住友生命                                      |
| 44  | 400位 | マツダ                                        |
| 45  | 402位 | 東芝                                          |
| 46  | 405位 | SUBARU                                        |
| 47  | 414位 | 武田薬品工業                                  |
| 48  | 417位 | メディパルホールディングス                    |
| 49  | 428位 | 関西電力                                      |
| 50  | 445位 |                                               |
| 51  | 450位 | NEC                                           |
| 52  | 454位 | 中部電力                                      |
| 53  | 470位 | JR東日本                                      |

## 過去のリスト
| フォーチュン・グローバル500 （1990年－2023年、上位10社） | フォーチュン・グローバル500 （1990年－2023年、上位10社） | フォーチュン・グローバル500 （1990年－2023年、上位10社） | フォーチュン・グローバル500 （1990年－2023年、上位10社） | フォーチュン・グローバル500 （1990年－2023年、上位10社） | フォーチュン・グローバル500 （1990年－2023年、上位10社） | フォーチュン・グローバル500 （1990年－2023年、上位10社） | フォーチュン・グローバル500 （1990年－2023年、上位10社） | フォーチュン・グローバル500 （1990年－2023年、上位10社） | フォーチュン・グローバル500 （1990年－2023年、上位10社） | フォーチュン・グローバル500 （1990年－2023年、上位10社） |
| 年                                                       | 1位                                                      | 2位                                                      | 3位                                                      | 4位                                                      | 5位                                                      | 6位                                                      | 7位                                                      | 8位                                                      | 9位                                                      | 10位                                                     |
| -------------------------------------------------------- | -------------------------------------------------------- | -------------------------------------------------------- | -------------------------------------------------------- | -------------------------------------------------------- | -------------------------------------------------------- | -------------------------------------------------------- | -------------------------------------------------------- | -------------------------------------------------------- | -------------------------------------------------------- | -------------------------------------------------------- |
| 2023年                                                   | ウォルマート                                             | サウジアラムコ                                           | 国家電網                                                 | Amazon.com                                               | 中国石油天然気集団                                       | 中国石油化工集団                                         | エクソンモービル                                         | Apple                                                    | シェル                                                   | ユナイテッド・ヘルス                                     |
| 2022年                                                   | ウォルマート                                             | Amazon.com                                               | 国家電網                                                 | 中国石油天然気集団                                       | 中国石油化工集団                                         | サウジアラムコ                                           | Apple                                                    | フォルクスワーゲン                                       | 中国建築集団                                             | CVSヘルス                                                |
| 2021年                                                   | ウォルマート                                             | 国家電網                                                 | Amazon.com                                               | 中国石油化工集団                                         | 中国石油天然気集団                                       | Apple                                                    | CVSヘルス                                                | ユナイテッド・ヘルス                                     | トヨタ自動車                                             | フォルクスワーゲン                                       |
| 2020年                                                   | ウォルマート                                             | 中国石油化工集団                                         | 国家電網                                                 | 中国石油天然気集団                                       | ロイヤル・ダッチ・シェル                                 | サウジアラムコ                                           | フォルクスワーゲン                                       | BP                                                       | Amazon.com                                               | トヨタ自動車                                             |
| 2019年                                                   | ウォルマート                                             | 中国石油化工集団                                         | ロイヤル・ダッチ・シェル                                 | 中国石油天然気集団                                       | 国家電網                                                 | サウジアラムコ                                           | BP                                                       | エクソンモービル                                         | フォルクスワーゲン                                       | トヨタ自動車                                             |
| 2018年                                                   | ウォルマート                                             | 国家電網                                                 | 中国石油化工集団                                         | 中国石油天然気集団                                       | ロイヤル・ダッチ・シェル                                 | トヨタ自動車                                             | フォルクスワーゲン                                       | BP                                                       | エクソンモービル                                         | バークシャー・ハサウェイ                                 |
| 2017年                                                   | ウォルマート                                             | 国家電網                                                 | 中国石油化工集団                                         | 中国石油天然気集団                                       | トヨタ自動車                                             | フォルクスワーゲン                                       | ロイヤル・ダッチ・シェル                                 | バークシャー・ハサウェイ                                 | Apple                                                    | エクソンモービル                                         |
| 2016年                                                   | ウォルマート                                             | 国家電網                                                 | 中国石油天然気集団                                       | 中国石油化工集団                                         | ロイヤル・ダッチ・シェル                                 | エクソンモービル                                         | フォルクスワーゲン                                       | トヨタ自動車                                             | Apple                                                    | BP                                                       |
| 2015年                                                   | ウォルマート                                             | 中国石油化工集団                                         | ロイヤル・ダッチ・シェル                                 | 中国石油天然気集団                                       | エクソンモービル                                         | BP                                                       | 国家電網                                                 | フォルクスワーゲン                                       | トヨタ自動車                                             | グレンコア                                               |
| 2014年                                                   | ウォルマート                                             | ロイヤル・ダッチ・シェル                                 | 中国石油化工集団                                         | 中国石油天然気集団                                       | エクソンモービル                                         | BP                                                       | 国家電網                                                 | フォルクスワーゲン                                       | トヨタ自動車                                             | グレンコア                                               |
| 2013年                                                   | ロイヤル・ダッチ・シェル                                 | ウォルマート                                             | エクソンモービル                                         | 中国石油化工集団                                         | 中国石油天然気集団                                       | BP                                                       | 国家電網                                                 | トヨタ自動車                                             | フォルクスワーゲン                                       | トタル                                                   |
| 2012年                                                   | ロイヤル・ダッチ・シェル                                 | エクソンモービル                                         | ウォルマート                                             | BP                                                       | 中国石油化工集団                                         | 中国石油天然気集団                                       | 国家電網                                                 | シェブロン                                               | コノコフィリップス                                       | トヨタ自動車                                             |
| 2011年                                                   | ウォルマート                                             | ロイヤル・ダッチ・シェル                                 | エクソンモービル                                         | BP                                                       | 中国石油化工集団                                         | 中国石油天然気集団                                       | 国家電網                                                 | トヨタ自動車                                             | 日本郵政                                                 | シェブロン                                               |
| 2010年                                                   | ウォルマート                                             | ロイヤル・ダッチ・シェル                                 | エクソンモービル                                         | BP                                                       | トヨタ自動車                                             | 日本郵政                                                 | 中国石油化工集団                                         | 国家電網                                                 | アクサ                                                   | 中国石油天然気集団                                       |
| 2009年                                                   | ロイヤル・ダッチ・シェル                                 | エクソンモービル                                         | ウォルマート                                             | BP                                                       | シェブロン                                               | トタル                                                   | コノコ・フィリップス                                     | INGグループ                                              | 中国石油化工集団                                         | トヨタ自動車                                             |
| 2008年                                                   | ウォルマート                                             | エクソンモービル                                         | ロイヤル・ダッチ・シェル                                 | BP                                                       | トヨタ自動車                                             | シェブロン                                               | INGグループ                                              | トタル                                                   | ゼネラルモーターズ                                       | コノコフィリップス                                       |
| 2007年                                                   | ウォルマート                                             | エクソンモービル                                         | ロイヤル・ダッチ・シェル                                 | BP                                                       | トヨタ自動車                                             | シェブロン                                               | INGグループ                                              | トタル                                                   | ゼネラルモーターズ                                       | コノコフィリップス                                       |
| 2006年                                                   | エクソンモービル                                         | ウォルマート                                             | ロイヤル・ダッチ・シェル                                 | BP                                                       | ゼネラルモーターズ                                       | シェブロン                                               | ダイムラー・クライスラー                                 | トヨタ自動車                                             | フォード・モーター                                       | コノコフィリップス                                       |
| 2005年                                                   | ウォルマート                                             | BP                                                       | エクソンモービル                                         | ロイヤル・ダッチ・シェル                                 | ゼネラルモーターズ                                       | ダイムラー・クライスラー                                 | トヨタ自動車                                             | フォード・モーター                                       | ゼネラル・エレクトリック                                 | トタル                                                   |
| 2004年                                                   | ウォルマート                                             | BP                                                       | エクソンモービル                                         | ロイヤル・ダッチ・シェル                                 | ゼネラルモーターズ                                       | フォード・モーター                                       | ダイムラー・クライスラー                                 | トヨタ自動車                                             | ゼネラル・エレクトリック                                 | トタル                                                   |
| 2003年                                                   | ウォルマート                                             | ゼネラルモーターズ                                       | エクソンモービル                                         | ロイヤル・ダッチ・シェル                                 | BP                                                       | フォード・モーター                                       | ダイムラー・クライスラー                                 | トヨタ自動車                                             | ゼネラル・エレクトリック                                 | 三菱商事                                                 |
| 2002年                                                   | ウォルマート                                             | エクソンモービル                                         | ゼネラルモーターズ                                       | BP                                                       | フォード・モーター                                       | エンロン                                                 | ダイムラー・クライスラー                                 | ロイヤル・ダッチ・シェル                                 | ゼネラル・エレクトリック                                 | トヨタ自動車                                             |
| 2001年                                                   | エクソンモービル                                         | ウォルマート                                             | ゼネラルモーターズ                                       | フォード・モーター                                       | ダイムラー・クライスラー                                 | ロイヤル・ダッチ・シェル                                 | BP                                                       | ゼネラル・エレクトリック                                 | 三菱商事                                                 | トヨタ自動車                                             |
| 2000年                                                   | ゼネラルモーターズ                                       | ウォルマート                                             | エクソンモービル                                         | フォード・モーター                                       | ダイムラー・クライスラー                                 | 三井物産                                                 | 三菱商事                                                 | トヨタ自動車                                             | ゼネラル・エレクトリック                                 | 伊藤忠商事                                               |
| 1999年                                                   | ゼネラルモーターズ                                       | ダイムラー・クライスラー                                 | フォード・モーター                                       | ウォルマート                                             | 三井物産                                                 | 伊藤忠商事                                               | 三菱商事                                                 | エクソン                                                 | ゼネラル・エレクトリック                                 | トヨタ自動車                                             |
| 1998年                                                   | ゼネラルモーターズ                                       | フォード・モーター                                       | 三井物産                                                 | 三菱商事                                                 | ロイヤル・ダッチ・シェル                                 | 伊藤忠商事                                               | エクソン                                                 | ウォルマート                                             | 丸紅                                                     | 住友商事                                                 |
| 1997年                                                   | ゼネラルモーターズ                                       | フォード・モーター                                       | 三井物産                                                 | 三菱商事                                                 | 伊藤忠商事                                               | ロイヤル・ダッチ・シェル                                 | 丸紅                                                     | エクソン                                                 | 住友商事                                                 | トヨタ自動車                                             |
| 1996年                                                   | 三菱商事                                                 | 三井物産                                                 | 伊藤忠商事                                               | ゼネラルモーターズ                                       | 住友商事                                                 | 丸紅                                                     | フォード・モーター                                       | トヨタ自動車                                             | エクソン                                                 | ロイヤル・ダッチ・シェル                                 |
| 1995年                                                   | 三菱商事                                                 | 三井物産                                                 | 伊藤忠商事                                               | 住友商事                                                 | ゼネラルモーターズ                                       | 丸紅                                                     | フォード・モーター                                       | エクソン                                                 | 日商岩井                                                 | ロイヤル・ダッチ・シェル                                 |
| 1994年                                                   | ゼネラルモーターズ                                       | フォード・モーター                                       | エクソン                                                 | ロイヤル・ダッチ・シェル                                 | トヨタ自動車                                             | 日立製作所                                               | IBM                                                      | 松下電器産業                                             | ゼネラル・エレクトリック                                 | ダイムラー・ベンツ                                       |
| 1993年                                                   | ゼネラルモーターズ                                       | エクソン                                                 | フォード・モーター                                       | ロイヤル・ダッチ・シェル                                 | トヨタ自動車                                             | イタリア産業復興公社                                     | IBM                                                      | ダイムラー・ベンツ                                       | ゼネラル・エレクトリック                                 | 日立製作所                                               |
| 1992年                                                   | ゼネラルモーターズ                                       | ロイヤル・ダッチ・シェル                                 | エクソン                                                 | フォード・モーター                                       | トヨタ自動車                                             | IBM                                                      | イタリア産業復興公社                                     | ゼネラル・エレクトリック                                 | BP                                                       | ダイムラー・ベンツ                                       |
| 1991年                                                   | ゼネラルモーターズ                                       | ロイヤル・ダッチ・シェル                                 | エクソン                                                 | フォード・モーター                                       | IBM                                                      | トヨタ自動車                                             | イタリア産業復興公社                                     | BP                                                       | モービル                                                 | ゼネラル・エレクトリック                                 |
| 1990年                                                   | ゼネラルモーターズ                                       | フォード・モーター                                       | エクソン                                                 | ロイヤル・ダッチ・シェル                                 | IBM                                                      | トヨタ自動車                                             | ゼネラル・エレクトリック                                 | モービル                                                 | 日立製作所                                               | BP                                                       |

## 類似のランキングやリスト
- フォーチュン500（アメリカ企業の収益をランキングしたリスト）
- フォーブス・グローバル2000（世界の公開会社の上位2000社のランキングリスト。順位は売上高（Sales）、利益（Profits）、資産（Assets）、市場価値（Market Value）の4つの要因に基づいて決められる。）
- フィナンシャル・タイムズ・グローバル500（世界の企業の時価総額をランキングしたリスト）
- インターブランド・ベスト・グローバル・ブランド・リスト（世界の企業のトップブランド・ベスト100を決めるリスト。インターブランドが集計し発表したものをビジネスウィーク誌も発表する。）
- ビジネスウィーク・トップブランド・ベスト100（世界の企業のトップブランド・ベスト100を決めるリスト。インターブランドが集計し発表したものをビジネスウィーク誌も発表する。）
- ビジネスウィーク・革新的な企業ランキング（世界の革新的な企業をランキングしたリスト）
- 半導体メーカー売上高ランキング（世界の半導体メーカーをランキングしたリスト）
- 半導体・製造装置メーカー売上高ランキング（世界の半導体製造装置メーカーの売上高をランキングしたリスト）
- 世界の軍事企業の売上高ランキング（世界の軍事企業の売上高をランキングしたリスト）